# Elagatis
Elagatis is een monotypisch geslacht van straalvinnige vissen uit de familie van horsmakrelen (Carangidae) en de orde van baarsachtigen (Perciformes).

## Soort
- Elagatis bipinnulata (Quoy & Gaimard, 1825) – Regenboogstekelmakreel